# Dampftriebwagen Bauart Thomas
Der Dampftriebwagen Bauart Thomas war ein doppelstöckiger Triebwagen nach einem Entwurf des Eisenbahndirektors Georg Thomas, der bei der Hessischen Ludwigsbahn arbeitete.

## Beschreibung
Ab den 1880er Jahren wurden bei einigen deutschen Eisenbahngesellschaften Dampftriebwagen (DTw) eingesetzt. Sie stellten ein Optimum zwischen Betriebskosten und Sitzplatzkapazität im Personennahverkehr her. Zu den ersten Bahngesellschaften, von denen sie eingesetzt wurden, zählte die Hessische Ludwigsbahn und die Königlich Sächsischen Staatseisenbahnen.
Thomas, seit 1856 erster Maschinenmeister, ab 1876 Mitglied der 'Specialdirection' der Hessischen Ludwigsbahn, entwickelte 1879 den nach ihm benannten Dampftriebwagen. Am 2. April 1881 erhielt er dafür bei dem Kaiserlichen Patentamt in Berlin das Reichs-Patent Nr. 12635. Dieser „Dampfwagen für Haupt- und Nebenbahnen“ war demnach wie folgt konstruiert:
Das dreiachsige Fahrzeug bestand aus einem einachsigen Antriebs- sowie einem zweiachsigen doppelstöckigen Wagenteil. Diese waren starr gekuppelt und konnten nur in der Werkstatt getrennt werden. Das Antriebsteil konnte dann unter der vorderen Pufferbohle mit einer kleinen Hilfsachse versehen und selbständig verfahren werden. Die Wagenabteilung konnte ebenfalls zusätzlich vorne mit Pufferbohle und Zughaken versehen und als eigenständiger Personenwagen verwendet werden. Diese Lösung ließ sich Thomas ausdrücklich patentieren.
Der Antrieb erfolgte durch zwei Zylinder, die direkt unter dem Boden des Antriebsteiles längs zwischen dessen Rahmenwangen eingebaut waren. Beide Treibstangen griffen direkt auf die zweifach gekröpfte Treibachse zu. Der Kessel lag aus Platzgründen quer zur Fahrtrichtung im Führerhaus an der Rückwand. Davor befand sich ein schmaler Kohlen- und Sandkasten. Die Wasservorräte wurden hauptsächlich im Hauptreservoir unter dem Wagenteil mitgeführt. Zusätzlich wurde dieses Reservoir von Behältern im Wageninneren gespeist. Die Wasserbefüllung erfolgte über Einfüllstutzen auf dem Dach zuerst in diese Behälter, die das Wasser durch kommunizierende Röhren an alle anderen Behälter weitergaben.
Als Bremsvorrichtung waren eine Gegendampf- sowie eine Handbremse vorgesehen. Letztere wirkte auf die Wagenradsätze und konnte auch von der hinteren Plattform aus bedient werden. Eine zusätzliche Sicherheitsmaßnahme war die Lagerung der Treibachse in je zwei Außen- und Innenlager, was die Gefahr bei Achsbruch minimieren sollte.
Interessant waren die Kommunikationsvorrichtungen, die Thomas extra in der Patentschrift erwähnte: So gab es ein Sprechrohr in das Führerhaus, die Dampfpfeife konnte für Signale auch vom Schaffner von der hinteren Plattform aus mit Seilzug bedient werden und im Notfall konnte man über eine Tür im oberen Wagengeschoss auf das Dach des Antriebsteiles gelangen und dort durch eine Dachluke in das Führerhaus steigen.
Dem Dampftriebwagen wurde lt. Centralblatt der Bauverwaltung (s. Lit.) „eine große Zukunft“ vorausgesagt und die »Prämierungscommission« des Vereins Deutscher Eisenbahnverwaltungen erkannte Thomas Ende 1882 einen Preis für diese Erfindung zu.
Betrieblicher Nachteil war, dass die Fahrzeuge als Einrichtungsfahrzeuge am Endbahnhof für die Rückfahrt gedreht werden mussten.

## Einsatz bei der Hessischen Ludwigsbahn
Der erste Triebwagen der Bauart „Thomas“ wurde 1879 an die Hessische Ludwigsbahn zum Stückpreis von 27 000 Mark geliefert. Der Triebwagen war der erste Dampftriebwagen, der im öffentlichen Verkehr eingesetzt wurde. Zwei weitere folgten 1880. Die Triebwagen erhielten die Namen „Glück Auf“ (1879), „Puck“ (1880) und „Gnom“ (1880). Die Antriebsteile baute die Maschinenfabrik Esslingen, den Wagenteil die Maschinenfabrik Augsburg-Nürnberg.
Die Fahrzeuge waren im unteren Bereich mit allen drei Wagenklassen ausgestattet. Der obere Bereich war ein Großraum dritter Klasse mit je einer durchgehenden Holzbank unterhalb der Fensterreihen. Im unteren Bereich standen vier Fensterachsen zur Verfügung und die Sitze waren hier in vier Abteilen 2+3 angeordnet, wobei die dritte Klasse und die Polsterklassen je ein Großraumabteil von zwei Fensterachsen bildeten. In der Polsterklasse waren die Sitze an der Seite, an der sie breiter waren, der zweiten Klasse zugeordnet, auf der schmäleren Seite der ersten Klasse zugeordnet und dort mit zusätzlichen Türen gegenüber dem Gang als kleine Einzelabteile ausgebildet. Eines der beiden Abteile erster Klasse war für „Damen“ reserviert. Die dritte Klasse wies so 60, die Polsterklassen 20 Sitzplätze auf.
Die Fahrzeuge wurden zunächst auf der Odenwaldbahn zwischen Darmstadt und Erbach eingesetzt, nach einer Heraufsetzung der Höchstgeschwindigkeit von 40 auf 45 km/h 1881 auch zwischen Rosengarten, Mannheim und Bensheim. Dabei verkehrten sie in der Regel mit zwei oder drei weiteren, angehängten Wagen.
Die Triebwagen waren bis 1897 bei der Hessischen Ludwigsbahn im Einsatz. Mit der Verstaatlichung der Hessischen Ludwigsbahn gingen sie an die Preußisch-Hessische Eisenbahngemeinschaft. Die Wagenteile der Fahrzeuge wurden anschließend mit einer zusätzlich angebrachten Pufferbohle noch weiter als Personenwagen eingesetzt.

## Einsatz bei anderen Bahnen
Die Dampftriebwagen der Bauart Thomas wurden in einer relativ großen Stückzahl bei verschiedenen Bahnen über einen Zeitraum von zwei Jahrzehnten eingesetzt:
- Zwei weitere Dampftriebwagen wurden 1883 an die Oels–Gnesener Eisenbahn–Gesellschaft als Nr. 1 sowie 2 geliefert. Weitgehend baugleich mit dem DTw der Hessischen Ludwigsbahn hatten diese eine Blech- und keine Holzverkleidung. Die Antriebsteile hingegen stammten von der Aktiengesellschaft für Lokomotivbau Hohenzollern, Düsseldorf.
- Ebenfalls 1883 erhielt die KED Elberfeld zwei DTw der Bauart Thomas, ebenfalls von der Firma Hohenzollern (Fabriknummern: 275 und 276), die als „Elberfeld 1“ und „2“ bezeichnet wurden. Der Wagenteil war etwa ein Meter länger als die bei den von der Maschinenbau-AG Nürnberg gelieferten Wagen und verfügte über einen separaten Postraum.
- Die Königlich Sächsischen Staatseisenbahnen bezogen drei Fahrzeuge der Bauart Thomas (Hz 0), die in der Ausführung denen für die Eisenbahn Oels–Gnesen sehr ähnlich waren. Die Heizfläche des Antriebsteils war geringfügig größer und das Obergeschoss des Wagenteils war wieder mit Holz verkleidet. Die als „A“, „B“ sowie „C“ bezeichneten Fahrzeuge waren zuerst im Raum Löbau/Zittau, später im Raum Pirna/Meuselwitz eingesetzt. Sie wurden vermutlich zwischen 1900 und 1902 ausgemustert.
- Bei den Königlich Württembergischen Staats-Eisenbahnen.